# El buen salvaje (telenovela)
El buen salvaje es una telenovela colombiana realizada por FGA Televisión para el Canal Nacional en 1968, la cual fue protagonizada por Jorge Alí Triana y Samara de Córdova. Su director fue Luís Eduardo Gutiérrez y fue una adaptación de la novela homónima del escritor Eduardo Caballero Calderón, por la que ganaría el Premio Nadal en 1965.
La trama narraba las aventuras de un estudiante colombiano en París quien trata de adaptarse a su nueva vida en la capital francesa.
Esta telenovela se caracterizó por ser la primera en la que se mostró en pantalla un beso creíble y, también, a una mujer en lencería; lo que escandalizó a muchos televidentes de la época y dio origen a varias críticas y controversias.

## Reparto
- Jorge Alí Triana
- Samara de Córdova
- María Eugenia Dávila
- Hector Rivas
- Ugo Armando